# Скарятин, Владимир Яковлевич
Владимир Яковлевич Скарятин (1812 — 1870/1871) — русский государственный деятель, новгородский губернатор (1862—1864), петербургский гражданский губернатор (1864—1865), тайный советник (1864).

## Биография
Родился в 1812 году в селе Троицкое Малоархангельского уезда Тамбовской губернии. Сын Якова Фёдоровича Скарятина (1780—1850), участника заговора против императора Павла I, и княжны Натальи Григорьевны Щербатовой (1790—1857), сестры А. Г. Щербатова. Братья Владимира Яковлевича, Григорий (1808—1849) и Фёдор (1806—1835), оказались арестованы в конце 1825 года по делу декабристов; доставлены в Петербург, но вскоре освобождены, поскольку членами тайных обществ не были.
Получил домашнее образование. С 7 июня 1832 года служил в Московском архиве Коллегии иностранных дел, затем, недолго, в канцелярии московского генерал-губернатора. В 1833 году по сдаче экзаменов, получил аттестат Московского университета. Начал службу в 1834 году в звании камер-юнкера в канцелярии Его величества.
В 1836 году входил в комиссию М. М. Сперанского; в 1839 году награждён орденом Св. Анны 3-й степени. В 1843 году участвовал в сенатской ревизии Сибири. В 1844 году получил годичный заграничный отпуск. В 1846 году вышел в отставку и жил в своём имении в Орловской губернии. Трижды избирался орловским губернским предводителем дворянства (с 04.03.1848 по 18.01.1857) и 20 октября 1853 года был произведён в действительные статские советники.
С 1 января 1858 года был сверхштатным чиновником Почтового департамента, с 1861 года — в Министерстве внутренних дел. В 1862 году, по предложению П. А. Валуева, назначен новгородским губернатором, участвовал в праздничных мероприятия по случаю 1000-летия Руси. С 20 марта 1864 до 1 января 1865 года был гражданским губернатором Санкт-Петербурга, а также членом попечительского совета Ведомства учреждений императрицы Марии. С 30 августа 1864 года — тайный советник, с 1865 года — гофмаршал двора великого князя Александра Александровича.
По воспоминаниям некоторых современников, Скарятин везде, где бы ни служил, оставлял о себе не самые добрые воспоминания — по причине грубости и вздорного характера. Иван Сергеевич Тургенев, имевший как-то раз необходимость обращаться к Скарятину, бывшему тогда орловским предводителем дворянства, увидел такое самодовольно-спесивое к себе отношение, что больше не захотел с ним встречаться.
По другим воспоминаниям, Скарятин был «человеком приятным, как знакомый, и разумным администратором», «он словно нарочно был сделанный для празднеств». Богатый и не тщеславный, страстный любитель охоты, он имел мечту стать егермейстером императорского двора. В 1868 году эта мечта осуществилась.
В декабре 1870 года в районе Малой Вишеры был убит на медвежьей охоте с участием императора Александра II (большого любителя охотничьих утех) выстрелом в спину обер-егермейстером графом П. К. Ферзеном. Для исследования дела была назначена комиссия, которая пришла к выводу, что Скарятин убит на охоте выстрелом из ружья графа Ферзена разрывною пулею в то время, когда он проходил в 14 шагах от последнего. Ферзен первое время запирался и сознался, что убил Скарятина, лишь 9 января 1871 года.

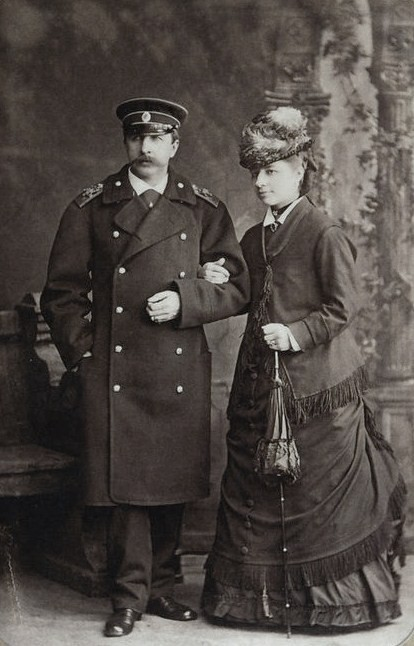
Дочь Варвара с мужем

Комиссия нашла, что настоящее дело имеет в себе признаки неосторожного обращения графа Ферзена с ружьём, имевшего последствием случайный выстрел. Как писал в своём дневнике А. С. Суворин, «дело замяли, Ферзена выгнали со службы, а сыну Скарятина дали придворную должность».

## Награды
- орден Святой Анны 3-й степени (1839)
- орден Святого Владимира 3-й степени (1856)
- орден Святого Станислава 1-й степени (1862)
- орден Святой Анны 1-й степени (1866)

Иностранные:
- датский орден Данеброга 1-й ст. с бриллиантами (1865)
- французский орден Почётного легиона, большой офицерский крест (1867)

## Семья
Был женат с 1843 года на княжне Марии Павловне Голицыной (09.06.1826—03.02.1881), дочери князя Павла Алексеевича Голицына (1782—1848) и Варвары Сергеевны Кагульской (1794—1875), незаконной дочери графа С. П. Румянцева; умерла в Петербурге от паралича сердца. Похоронена в селе Троицкое Малоархангельского уезда Орловской губернии. В качестве приданного за ней было дано имение Царева Пристань на берегу Упы.
Их дети:
- Варвара (1844—1906), фрейлина двора (с 1862), замужем (с 1872) за Д. С. Арсеньевым.
- Владимир (1847—1921) — генерал-лейтенант, егермейстер; с 1892 года шталмейстер Высочайшего Двора. Его сын Михаил (1883—1963) — египтолог и языковед, полковник.